# Евдокимовская волость
Евдоки́мовская волость — административно-территориальная единица в составе Севского уезда.
Административный центр — село Евдокимовка.
Волость была образована в ходе реформы 1861 года; объединяла 5 населённых пунктов.
В 1880-х годах волость была упразднена, а её территория вошла в Литижскую волость.
Ныне вся территория бывшей Евдокимовской волости входит в Комаричский район Брянской области.